# Bairdiella armata
Bairdiella armata es una especie de pez de la familia Sciaenidae en el orden de los Perciformes.

## Morfología
• Los machos pueden llegar alcanzar los 30 cm de longitud total.

## Alimentación
Come principalmente crustáceos.

## Hábitat
Es un pez de clima tropical (29°N-8°N) y bentopelágico

## Distribución geográfica
Se encuentra en el Océano Pacífico oriental central: desde el Golfo de California hasta Panamá.

## Observaciones
Es inofensivo para los humanos.